# Юность (Кривой Рог)
Юность — исторический район в Саксаганском районе города Кривой Рог Днепропетровской области.

## История
Заложен в начале 1950-х годов силами Рудоуправления имени К. Либкнехта.

## Характеристика
Исторический район в Саксаганском районе на левом берегу реки Саксагань.
На момент формирования жилой фонд увеличился до 9500 м². Состоит из одного микрорайона и центральной части бывшего рудника. Проживает более 15 тысяч человек.
Центральные улицы: Каспийская, Дерусовой (Генерала Кузнецова), Оцерклевича (Курчатова). Действуют объекты соцкультбыта, супермаркеты, спортивные секции, аптеки и т.д.